# Landgericht Weilheim (älterer Ordnung)

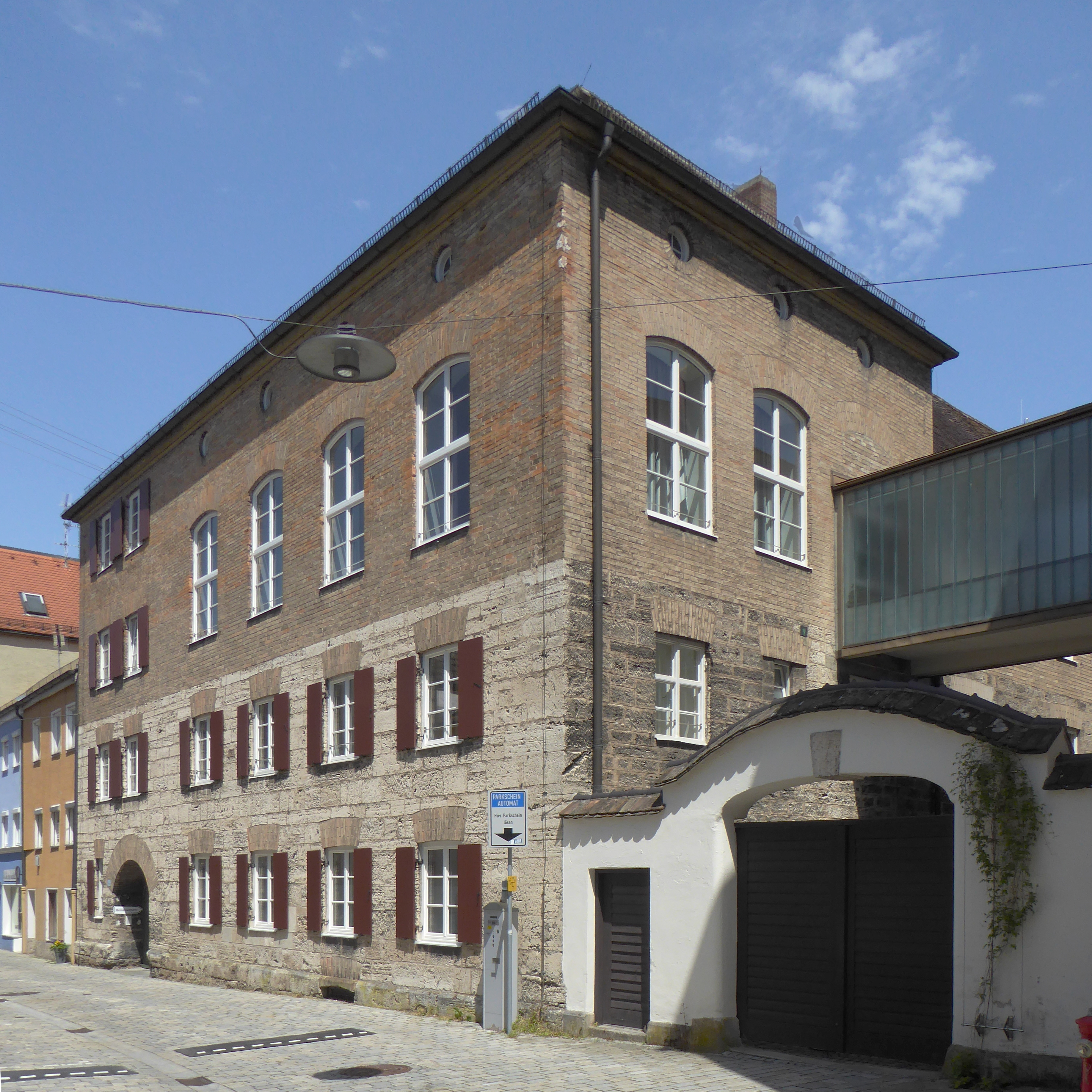
Ehemaliges Landgericht, Hofstraße 19/21, erbaut 1857

Das Landgericht Weilheim war ein von 1803 bis 1879 bestehendes bayerisches Landgericht älterer Ordnung mit Sitz in Weilheim in Oberbayern im heutigen Landkreis Weilheim-Schongau. Die Landgerichte waren im Königreich Bayern Gerichts- und Verwaltungsbehörden, die 1862 in administrativer Hinsicht von den Bezirksämtern und 1879 in juristischer Hinsicht von den Amtsgerichten abgelöst wurden.

## Geschichte
Im Jahr 1803 wurde im Verlauf der Verwaltungsneugliederung Bayerns das Landgericht Weilheim (älterer Ordnung) errichtet, das andere Aufgaben als das frühere Landgericht Weilheim besaß. 
Das neu gegründete Landgericht kam zum Isarkreis, der 1838 in Oberbayern umbenannt wurde.
Auf der Grundlage des Edikts vom 13. Mai 1808 wurden 45 Steuerdistrikte gebildet. Auf der Grundlage der Steuerdistrikte wurden durch die Gemeindeedikte von 1808 und 1818 die Gemeinden gebildet. Im Jahr 1818 zählte man im Landgericht Weilheim neben der Stadt Weilheim 41 Gemeinden: Aidling, Ammerhöfe, Antdorf, Arnried, Bernried, Deutenhausen, Eberfing, Eglfing, Etting, Fischen, Forst, Frauenrain, Großweil, Habach, Haid, Haunshofen, Hechendorf, Huglfing, Iffeldorf, Kleinweil, Magnetsried, Murnau, Oberhausen, Obersöchering, Oderding, Pähl, Polling, Riegsee, Sankt Johannisrain, Schlehdorf, Schöffau, Seehausen, Seeshaupt, Sindelsdorf, Spatzenhausen, Uffing, Unterhausen, Unterpeißenberg, Weindorf, Wessobrunn und Wielenbach.

## Landrichter
- 1803: Theobald Thoma